# Forbidden Warrior
Forbidden Warrior è un film del 2005 diretto da Jimmy Nickerson.
I protagonisti sono Marie Matiko, Sung Kang, Karl Yune e Tony Amendola. Le riprese sono state fatte a Los Angeles, California. La pellicola è stata presentata al Cannes Film Market del 2004. In Italia è uscito direttamente in dvd il 10 gennaio 2006.

## Trama
Una formula magica nota come Gai-Za è in grado di fornire incredibili poteri magici; tanto tempo fa gli antichi stregoni l'hanno racchiusa all'interno di un leggendario libro in attesa dell'arrivo del prescelto, che avrebbe usato i suoi poteri per portare nel mondo la pace e l'armonia.